# Miasta w Ekwadorze
Według danych oficjalnych pochodzących z 2010 roku Ekwador posiadał ponad 80 miast o ludności przekraczającej 6,5 tys. mieszkańców. Ludność miejska stanowi 55% ogółu ludności Ekwadoru, z tego znaczna część zamieszkuje dwa główne ponadmilionowe miasta. Stolica kraju Quito znajduje się na drugim miejscu i razem z Guayaquil liczyli ponad milion mieszkańców; 13 miast z ludnością 100÷500 tys.; 8 miast z ludnością 50÷100 tys.; 26 miast z ludnością 25÷50 tys. oraz reszta miast poniżej 25 tys. mieszkańców.

## Największe miasta w Ekwadorze
Największe miasta w Ekwadorze według liczebności mieszkańców (stan na 28.11.2010):
| L.p. | Miasto                         | Prowincja                      | Liczba ludności |
| ---- | ------------------------------ | ------------------------------ | --------------- |
| 1.   | Guayaquil                      | Guayas                         | 2 278 691       |
| 2.   | Quito                          | Pichincha                      | 1 607 734       |
| 3.   | Cuenca                         | Azuay                          | 329 928         |
| 4.   | Santo Domingo de los Colorados | Santo Domingo de los Tsáchilas | 270 875         |
| 5.   | Machala                        | El Oro                         | 231 260         |
| 6.   | Durán (Eloy Alfaro)            | Guayas                         | 230 839         |
| 7.   | Manta                          | Manabí                         | 217 553         |
| 8.   | Portoviejo                     | Manabí                         | 206 682         |
| 9.   | Loja                           | Loja                           | 170 280         |

## Lista miast w Ekwadorze
Alfabetyczny spis miast Ekwadoru, których liczba mieszkańców przekracza 6,5 tys.:

- Alfredo Baquerizo Moreno
- Ambato
- Arenillas
- Atacames
- Atuntaqui (Antonio Ante)
- Azogues
- Babahoyo
- Bahía de Caraquez
- Balao
- Balzar
- Baños (Baños de Agua Santa)
- Buena Fé (San Jacinto de Buena Fé)
- Calceta (Bolivar)
- Caluma
- Cañar
- Cariamanga
- Catamayo
- Catacocha
- Cayambe
- Chone
- Coronel Marcelino Maridueña
- Cotacachi
- Cuenca
- Daule
- Durán (Eloy Alfaro)
- El Carmen
- El Guabo
- El Salitre (Las Ramas)
- El Triunfo
- Esmeraldas
- Gualaceo
- Gualaquiza
- Guano
- Guaranda
- Guayaquil (>1 mln)
- Huaquillas
- Ibarra
- Jaramijó
- Jipijapa
- La Concordia
- La Joya de los Sachas
- La Libertad
- La Maná
- Latacunga
- La Troncal
- Loja
- Lomas de Sargentillo
- Macará
- Macas (Morona)
- Machachi
- Machala
- Manta
- Milagro
- Mocache
- Montalvo
- Montecristi
- Naranjal
- Naranjito
- Nobol (Narcisa de Jesús)
- Nueva Loja (Lago Agrio)
- Otavalo
- Palestina
- Pasaje
- Paute
- Pedernales
- Pedro Carbo
- Piñas
- Playas (General Villamil)
- Portovelo
- Portoviejo
- Puebloviejo
- Puerto Baquerizo Moreno (San Cristóbal)
- Puerto Francisco de Orellana (Ciudad Coco)
- Pujilí
- Puyo (Pastaza)
- Quevedo
- Quito (>1 mln)
- Riobamba
- Rosa Zárate (Quinindé)
- Salcedo (San Miguel)
- Salinas
- Samborondón
- San Gabriel (Montúfar)
- Sangolquí (Rumiñahui)
- San Lorenzo
- San Miguel (Salcedo)
- San Vicente
- Santa Ana
- Santa Elena
- Santa Lucía
- Santa Rosa
- Santo Domingo (de los Colorados)
- Saraguro
- Shushufindi
- Saquisilí
- Simón Bolívar
- Tabacundo
- Tena
- Tosagua
- Tulcán
- Valdéz
- Valencia
- Velasco Ibarra (El Empalme)
- Ventanas
- Vinces
- Yaguachi (San Jacinto de Yaguachi)
- Yantzaza (Zamora-Chinchipe)
- Zamora
- Zaruma